# Гутурама гаянська
Гутура́ма гаянська (Euphonia finschi) — вид горобцеподібних птахів родини в'юркових (Fringillidae). Мешкає у Гвіані. Вид названий на честь німецького етнографа, орнітолога і мандрівника Отто Фінша.

## Опис
Довжина птаха становить 9 см, вага 10-11 г. Виду притаманний статевий диморфізм. У самців голова, горло, спина, крила і хвіст чорні з синім металевим відблиском (особливо помітним на горлі). Нижня частина тіла жовтувато-оранжева, гузка білувата. На лобі жовтувато-оранжева пляма. У самиць верхня частина тіла оливково-зелена, обличчя і живіт жовтуваті, гузка білувата. Очі темно-карі, дзьоб і лапи чорнуваті.

## Поширення і екологія
Гаянські гутурами мешкають на півночі Французької Гвіани, в північному і західному Суринамі, в центральній Гаяні, на півночі Бразилії (північно-східна Рорайма) та на крайньому південному сході Венесуели (Болівар). Вони живуть в чагарникових заростях, рідколіссях, саванах, на узліссях тропічних лісів і в галерейних лісах. Зустрічаються поодинці, парами або невеликими сімейними зграйками, переважно на висоті до 1200 м над рівнем моря. Живляться переважно ягодами омели, а також іншими ягодами і плодами, доповнюють свій раціон дрібними комахами та іншими безхребетними.